# Eric Christian Olsen

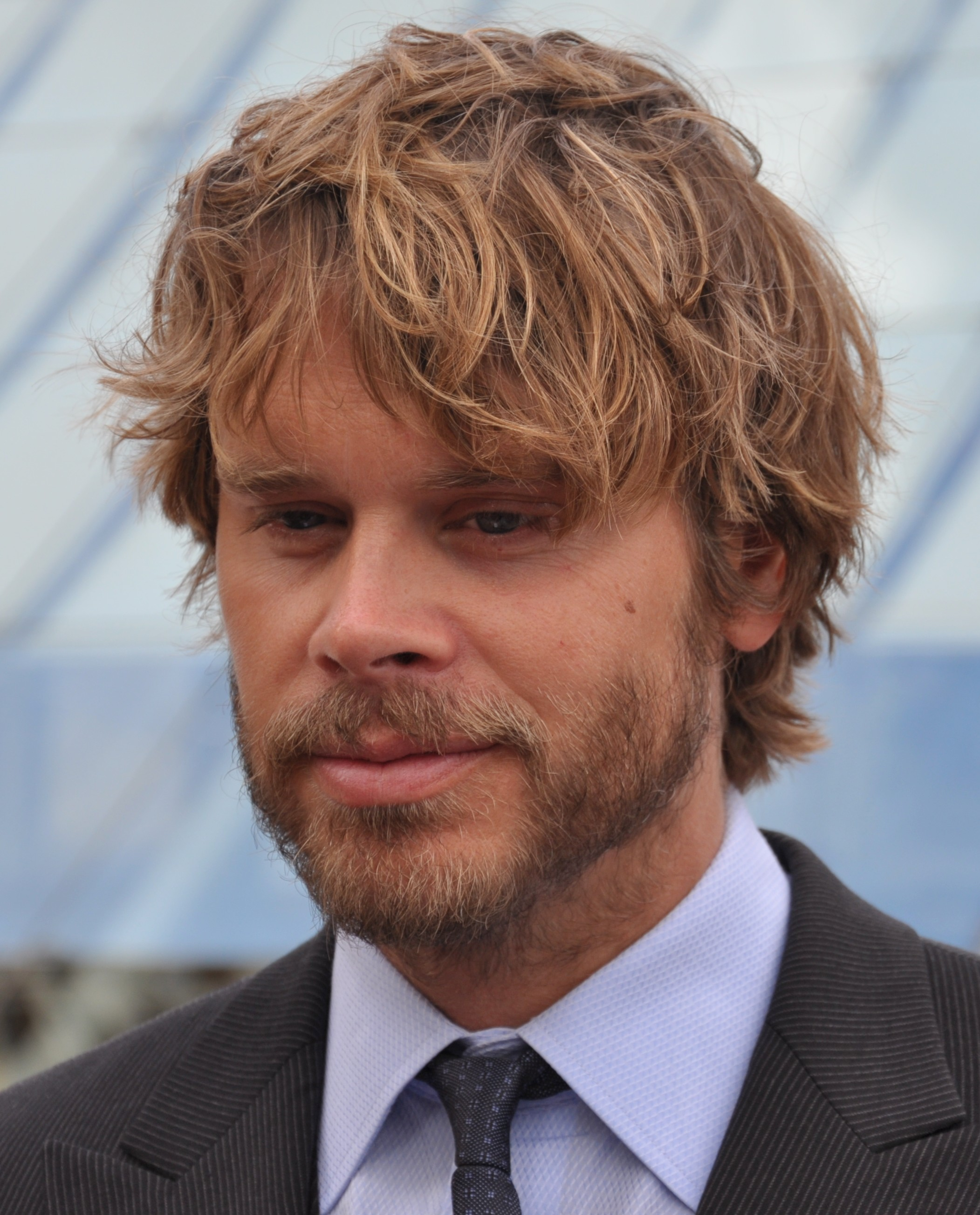
Olsen bei den Monte-Carlo Television Festival im Juni 2013

Eric Christian Olsen (* 31. Mai 1977 in Eugene, Oregon) ist ein US-amerikanischer Schauspieler.

## Leben und Werk
Eric Christian Olsen wurde in Eugene im US-Bundesstaat Oregon geboren, verbrachte aber seine Kindheit in Bettendorf, Iowa. Er stammt aus einer sportlichen Familie und war in der Highschool in Quad Cities Mannschaftsführer des Eishockey-Teams. Durch seine Schulleistungen erlangte er 1996 ein Stipendium für eine private Universität der Pepperdine University Malibu im Süden Kaliforniens, wo er als Medizinstudent sein Physikum ablegte.
Parallel zum Studium übernahm er erste Engagements als Schauspieler. Anfangs trat er in Fernsehwerbespots wie zum Beispiel für Whitey’s ice cream auf, kurze Zeit später folgten erste Minirollen in Fernsehserien wie High Incident und Millennium. Seine nächste Rolle hatte er in Black Cat Run, bevor er zum ersten Mal die Hauptrolle des Artus in König Artus in L.A. (Arthur’s Quest) erlangte.
Mit Hilfe der ersten Hauptrolle war es nun einfacher, an größere Rollen zu gelangen. So trat er 1999 in der Serie Sechs unter einem Dach (Get Real) als Cameron Green auf und wurde damit einem größeren Publikum bekannt, bevor die Serie nach nur 22 Episoden eingestellt wurde. Darauf folgte seine Rolle als Austin in Nicht noch ein Teenie-Film (Not Another Teen Movie).
Von 2010 bis 2023 war er als Marty Deeks in einer der Hauptrollen der Serie Navy CIS: L.A. zu sehen. Seine Serienpartnerin Daniela Ruah ist seine Schwägerin.
Seit 2006 ist Olsen mit der Schauspielerin Sarah Wright liiert, sie heirateten im Juni 2012. Mitte August 2013 kam ihr Sohn auf die Welt. Im August 2016 wurde die gemeinsame Tochter geboren.

## Filmografie (Auswahl)

### Filme
- 1998: Black Cat Run – Tödliche Hetzjagd (Black Cat Run) (Fernsehfilm)
- 1999: König Artus in L.A. (Arthur’s Quest, Fernsehfilm)
- 2001: Ruling Class (Fernsehfilm)
- 2001: Pearl Harbor
- 2001: Nicht noch ein Teenie-Film! (Not Another Teen Movie)
- 2002: Local Boys
- 2002: Hot Chick – Verrückte Hühner (The Hot Chick)
- 2002: Mean People Suck
- 2003: Dumm und dümmerer (Dumb and Dumberer: When Harry Met Lloyd)
- 2004: Final Call – Wenn er auflegt, muss sie sterben (Cellular)
- 2004: Death Valley (Mojave)
- 2006: Der letzte Kuss (The Last Kiss)
- 2006: Bierfest (Beerfest)
- 2007: Lizenz zum Heiraten (License to Wed)
- 2007: Sexy, clever und über 40 (Write & Wrong)
- 2007: The Comebacks
- 2008: Sunshine Cleaning
- 2008: Eagle Eye – Außer Kontrolle (Eagle Eye)
- 2009: Mein Vater, seine Frauen und ich (The Six Wives of Henry Lefay)
- 2009: Fired Up!
- 2010: Plan B für die Liebe (The Back-Up Plan)
- 2011: The Thing
- 2012: Celeste & Jesse (Celeste & Jesse Forever)
- 2017: Battle of the Sexes – Gegen jede Regel (Battle of the Sexes)
- 2019: The Place of No Words

### Serien
- 1997: X-Factor: Das Unfassbare (Beyond Belief: Fact or Fiction, Episode The Viewing)
- 1999: Turks (Episode Friends & Strangers)
- 1999: Emergency Room – Die Notaufnahme (ER, Episode 5x21)
- 1999: Sechs unter einem Dach (Get Real)
- 2001: Smallville (Episode 1x06)
- 2002: 24 (Episode 2x07)
- 2005: Tru Calling – Schicksal reloaded! (Tru Calling)
- 2006: The Loop
- 2008–2009: Brothers & Sisters
- 2009–2010: Community (4 Folgen)
- 2010–2023: Navy CIS: L.A. (NCIS: Los Angeles)